# Леннер, Леопольд
Леопольд Леннер (нем. Leopold Lenner, годы жизни неизвестны) — австрийский шахматист, мастер.
Чемпион Австрии 1947 г. (это был первый официальный чемпионат страны).
В составе сборной Австрии участник неофициальной шахматной олимпиады 1936 г.
Участник международного турнира в Вене (1934 г., 17-й Требич-турнир).

## Спортивные результаты
| Год         | Город    | Соревнование                                                   | + | −  | = | Результат | Место |
| ----------- | -------- | -------------------------------------------------------------- | - | -- | - | --------- | ----- |
| 1934 / 1935 | Вена     | Требич-турнир                                                  | 2 | 10 | 3 | 3½ из 15  | 14—15 |
| 1936        | Мюнхен   | Неофициальная шахматная олимпиада (сборная Австрии, 6-я доска) |   |    |   | [ 2 ]     |       |
| 1947        | Бад-Ишль | Чемпионат Австрии                                              |   |    |   | 7½ из 13  | 1     |